# Pentatrichia avasmontana
Pentatrichia avasmontana là một loài thực vật có hoa thuộc họ Asteraceae.
Loài này chỉ có ở Namibia.
Môi trường sống tự nhiên của chúng là vùng nhiều đá.